# Austrálie (film, 2008)
Austrálie (v anglickém originále Australia) je australsko-britsko-americký dobrodružný film z roku 2008. Režisérem filmu je Baz Luhrmann. Hlavní role ve filmu ztvárnili Nicole Kidman, Hugh Jackman, David Wenham, Bryan Brown a Jack Thompson.

## Ocenění
Catherine Martin byla za kostýmy k tomuto filmu nominována na Oscara. Film získal dalších 11 cen a 35 nominací.

## Obsazení
| Nicole Kidman      | Sarah Ashley  |
| Hugh Jackman       | Drover        |
| David Wenham       | Neil Fletcher |
| Bryan Brown        | Lesley Carney |
| Jack Thompson      | Kipling Flynn |
| David Gulpilil     | král George   |
| Brandon Walters    | Nullah        |
| David Ngoombujarra | Magarri       |
| Ben Mendelsohn     | Emmett Dutton |